# Powązki (kyrkogård)

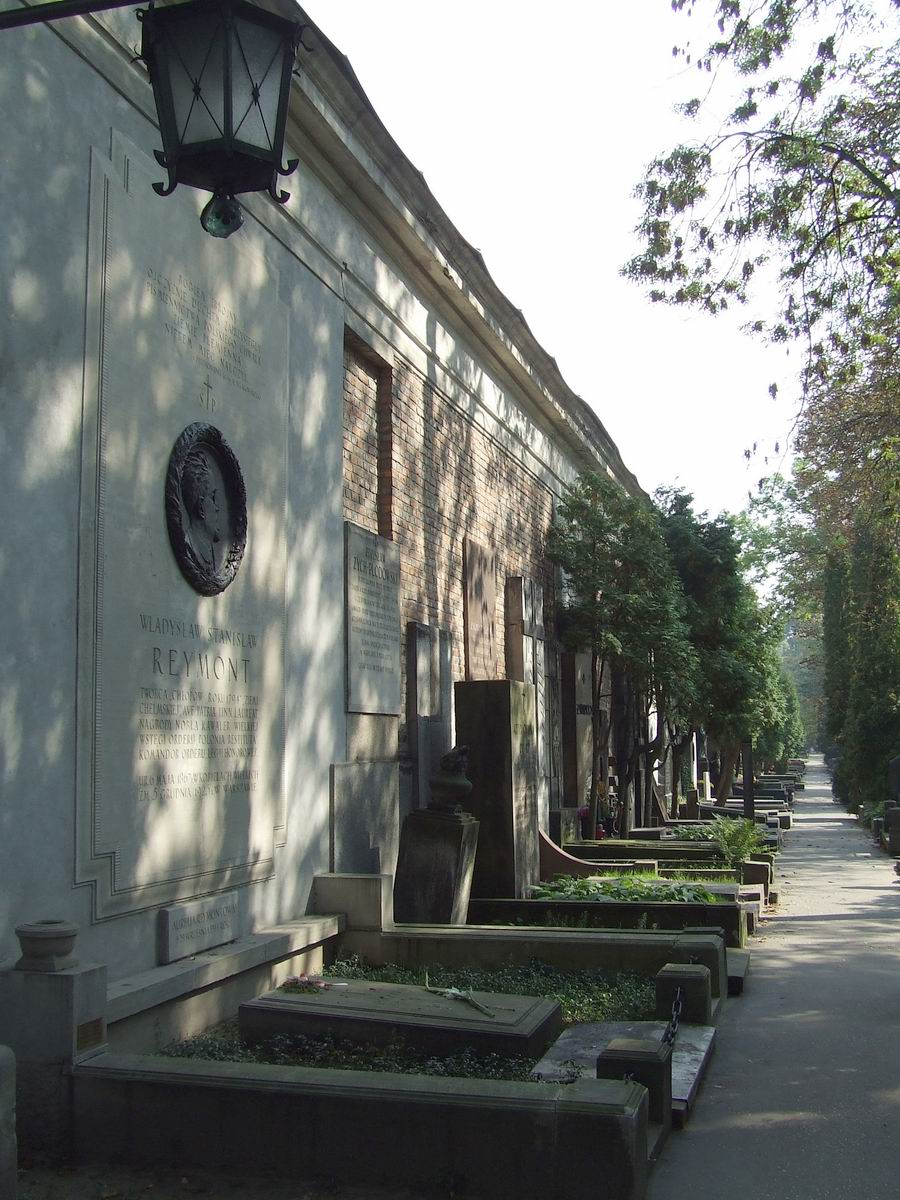
Aleja Zasłużonych, byggd 1925.

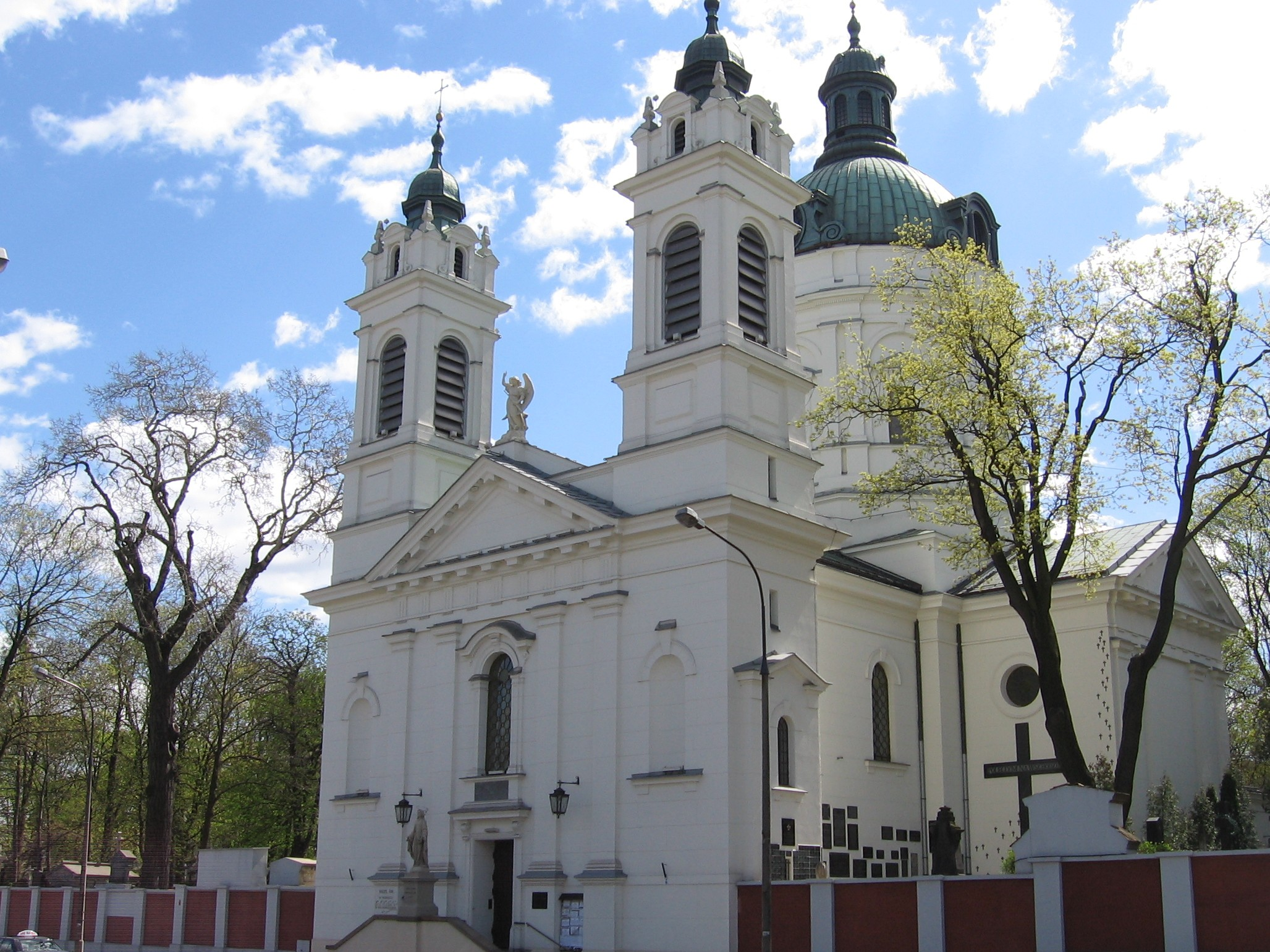
Sankt Karol Boromeusz kyrka.

Powązkikyrkogården (polska: Cmentarz Powązkowski), också känd som Stare Powązki (svenska:Gamla Powązki) är en historisk kyrkogård i Woladistriktet i västra Warszawa. Det är en av de mest kända kyrkogårdarna i Warszawa och en av de äldsta, då den byggdes i november 1790 och invigdes 20 maj 1792. Kyrkogården blandas ibland ihop med den mindre militärkyrkogården Powązki, som är ungefär 24 hektar stor och ligger nordväst om Gamla Powązki.
Det har beräknats att fram till 1977 hade över en miljon människor har begravts på den ungefär 43 hektar stora kyrkogården, som också innehåller gravarna efter många av Polens mer kända personer. Bland andra ligger upprorsledaren Jan Kiliński, presidenten Stanisław Wojciechowski, nobelprisnominerade militärteoretikern Ivan Bloch, nobelpristagaren Władysław Reymont och kompositören Chopins familj begravda här.
När kyrkogården byggdes omfattade den från början ungefär 2,5 hektar. Samma år byggdes den tillhörande Karol Boromeusz-kyrkan, vilken ritades av Domenico Merlini, och relativt snart tillkom även kyrkogårdens katakomber. Det började sedan byggas kyrkogårdar i närheten även för lutheraner, judar, ortodoxa m.fl. Likt många av Europas äldre kyrkogårdar har gravstenarna på Powązkikyrkogården ofta skulpterats av välkända skulptörer, både polska och utländska, och visar upp goda exempel på olika stilar inom konst och arkitektur. Den 1 augusti 1946 restes här det första minnesmonumentet över Warszawaupproret två år tidigare.